# Triaenops goodmani
Vous lisez un « article de qualité » labellisé en 2014.
Espèce
Triaenops goodmani est une espèce fossile de chauves-souris de la famille des Hipposideridae. Elle est connue seulement par trois mandibules trouvées en 1996 dans la grotte d'Anjohibe, dans le Nord-Ouest de Madagascar. L'espèce est décrite en 2007 par la naturaliste Karen E. Samonds, à partir de ce matériel vieux de 10 000 ans tout au plus (Holocène). L'épithète spécifique est dédiée à Steven M. Goodman, naturaliste américain, pour son travail sur les chauves-souris malgaches. Un morceau d'humérus de chiroptère trouvé sur le même site n'est pas attribué avec certitude à l'espèce et pourrait être celui d'une espèce actuelle, Triaenops menamena.
T. goodmani peut être rapprochée du genre Triaenops ou de Paratriaenops, très proche, par certains caractères dentaires comme la quatrième prémolaire unicuspidée, rappelant une canine, ou par l'espace séparant la cuspide entoconide de l'hypoconulide sur les deux premières molaires. T. goodmani est plus grande que les espèces malgaches actuelles des genres Triaenops et Paratriaenops, et sur la première molaire, la cuspide protoconide est à peine plus grande que l'hypoconide, alors qu'elle est bien plus grande chez les autres espèces.

## Description

Vue labiale d'une mandibule partielle. De gauche à droite, la quatrième prémolaire (p4) et les deux premières molaires (m1 et m2).

La chauve-souris Triaenops goodmani est connue par trois mandibules : une portant une quatrième prémolaire (p4) et les deux premières molaires (m1 et m2) et deux ne comptant que la deuxième et la troisième molaires (m2 et m3). La mandibule est relativement robuste.
La p4 ne comporte qu'une cuspide et est dépourvue de plats, ce qui la fait ressembler à une canine. Elle est aussi haute que la molaire m1.
Le sommet des molaires est étroit et plus long que chez T. menamena, Paratriaenops auritus et Paratriaenops furculus. La m2 mesure 1,55 à 1,57 mm de long et 0,98 à 1,02 mm de large. Sur la m1, le groupe de cuspides antérieur (le trigonide) est plus étroit et légèrement plus haut que le talonide, sur l'arrière de la dent. Le protoconide, une des cuspides principales du trigonide, est la plus haute cuspide mais est à peine plus haute que l'hypoconide (une cuspide du talonide) ; chez les Triaenops et Paratriaenops malgaches actuelles, le protoconide est nettement plus haut que l'hypoconide. Le paraconide, le métaconide (deux cuspides du trigonide) et l'entoconide (une cuspide du talonide) sont plus basses que chez Paratriaenops auritus. L'hypoconulide (partie du talonide) est bas mais reste visible ; c'est la plus petite cuspide. Il est séparé de l'entoconide par un espace. T. goodmani n'a pas de préentocristide, une arête reliant l'entoconide et le métaconide. Il y a une crête (cingulum) sur le devant et le dos de la dent. Les deux dernières molaires sont semblables à la m1, mais sur la m2, le talonide est seulement un peu plus large que le trigonide et sur la m3, les deux sont de taille équivalente. Enfin, il y a un replat entre le protoconide et l'hypoconide sur la m2 et la m3 est plus petite, n'a pas d'espace entre l'entoconide et l'hypoconulide, et n'a qu'une petite arête entre l'entoconide et le métaconide. Ces caractéristiques sont typiques des genres Triaenops et Paratriaenops.

Dessin du crâne de Triaenops menamena, une espèce actuelle proche de T. goodmani.

Sur le site où T. goodmani a été trouvé, Samonds recense également une extrémité distale d'humérus de Triaenops, long de 3,58 mm. Cet os est similaire aux humérus de T. menamena, mais ne peut être attribué à l'une ou à l'autre en raison des faibles différences de taille entre T. menamena et T. goodmani. Sur le site « NCC-1 » (daté de 69 600 à 86 800 ans), deux mandibules des Triaenops ont été trouvées, l'une avec la p4 et la m1, l'autre avec la m1, la m2 et un morceau de m3. Ces ossements sont à rapprocher des Triaenops et Paratriaenops actuels, mais la m1 de ces mandibules est plus longue et plus étroite. Bien qu'il n'y ait que deux ossements, leurs mensurations semblent être distinctes de celles de T. goodmani. De plus, l'arête entre l'entoconide et le métaconide est plus forte que chez T. goodmani. Samonds nomme ces restes comme des Triaenops, sans plus de précision.

## Taxinomie

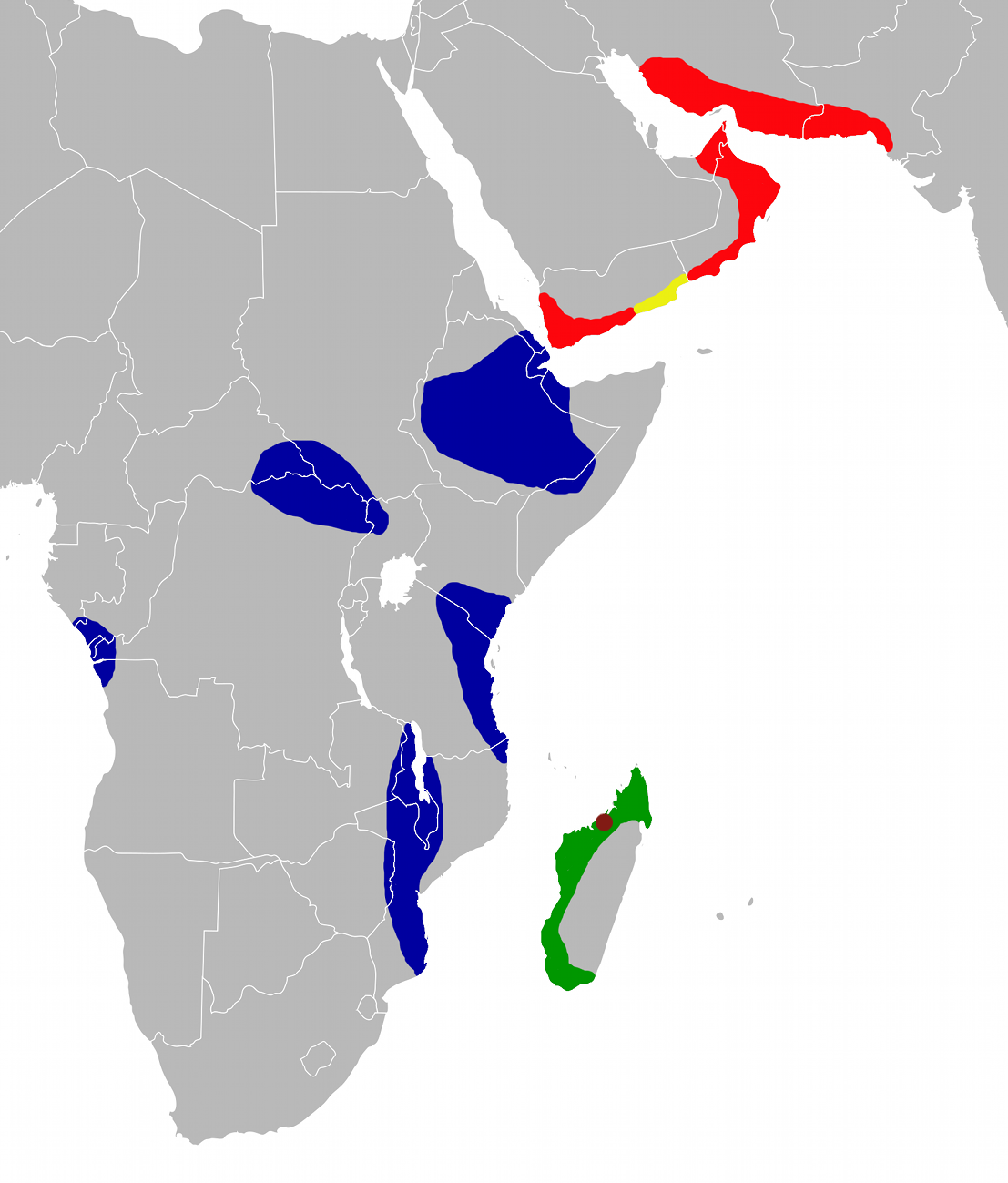
Distribution des différentes espèces du genre Triaenops :
Triaenops persicus
Triaenops persicus et Triaenops parvus
Triaenops afer
Triaenops menamena
Triaenops goodmani

En 1996, une équipe menée par David Burney collecte des brèches contenant les restes de chauves-souris et d'autres animaux dans la grotte d'Anjohibe, dans le Nord-Ouest de Madagascar. Les chiroptères de ces échantillons sont décrits par Karen Samonds (qui porte alors le nom de famille de son époux, Mitch Irwin) pour sa thèse de doctorat en 2006, puis dans un article en 2007,. Elle recense plusieurs espèces toujours vivantes et décrit deux nouvelles espèces fossiles, Triaenops goodmani et Hipposideros besaoka. Le genre Triaenops compte alors trois espèces malgaches, Triaenops auritus, Triaenops furculus et Triaenops rufus. Depuis, Steven M. Goodman et Julie Ranivo ont découvert que le nom rufus ne pouvait pas s'appliquer à une espèce de Madagascar et ont proposé le nom Triaenops menamena pour les chauves-souris malgaches jusqu'alors connues sous le nom Triaenops rufus. En 2009 toujours, Petr Benda et Peter Vallo déplacent les deux autres espèces du genre, malgaches, vers le genre Paratriaenops, qui prennent donc les noms de Paratriaenops auritus et Paratriaenops furculus.
L'épithète spécifique de l'espèce, goodmani, est dédiée à Steven M. Goodman, naturaliste américain, pour son travail sur les chauves-souris malgaches. Le matériel type de T. goodmani date de l'Holocène, ayant 10 000 ans tout au plus. Une analyse cladistique utilisant des données morphologiques n'a pas permis d'éclaircir les relations phylogénétiques de Triaenops goodmani, mais n'a pas placé ce taxon auprès des autres Triaenops et Paratriaenops étudiés. Dans un papier de 2008, Amy Russell et al. avancent que les caractéristiques crâniennes de T. goodmani pourraient le rapprocher du « groupe T. furculus-T. auritus », espèces désormais placées dans le genre Paratriaenops.

## Publication originale
- (en) Karen E. Samonds, « Late Pleistocene bat fossils from Anjohibe Cave, northwestern Madagascar », Acta Chiropterologica, Musée et institut de zoologie de l'Académie polonaise des sciences (d), vol. 9, no 1,‎ avril 2007, p. 39-65 (ISSN 1508-1109 et 1733-5329, DOI 10.3161/1733-5329(2007)9[39:LPBFFA]2.0.CO;2, lire en ligne).